# Cleisostoma simondii
Cleisostoma simondii är en orkidéart som först beskrevs av François Gagnepain, och fick sitt nu gällande namn av Gunnar Seidenfaden. Cleisostoma simondii ingår i släktet Cleisostoma, och familjen orkidéer.

## Underarter
Arten delas in i följande underarter:
- C. s. guangdongense
- C. s. simondii

## Bilder

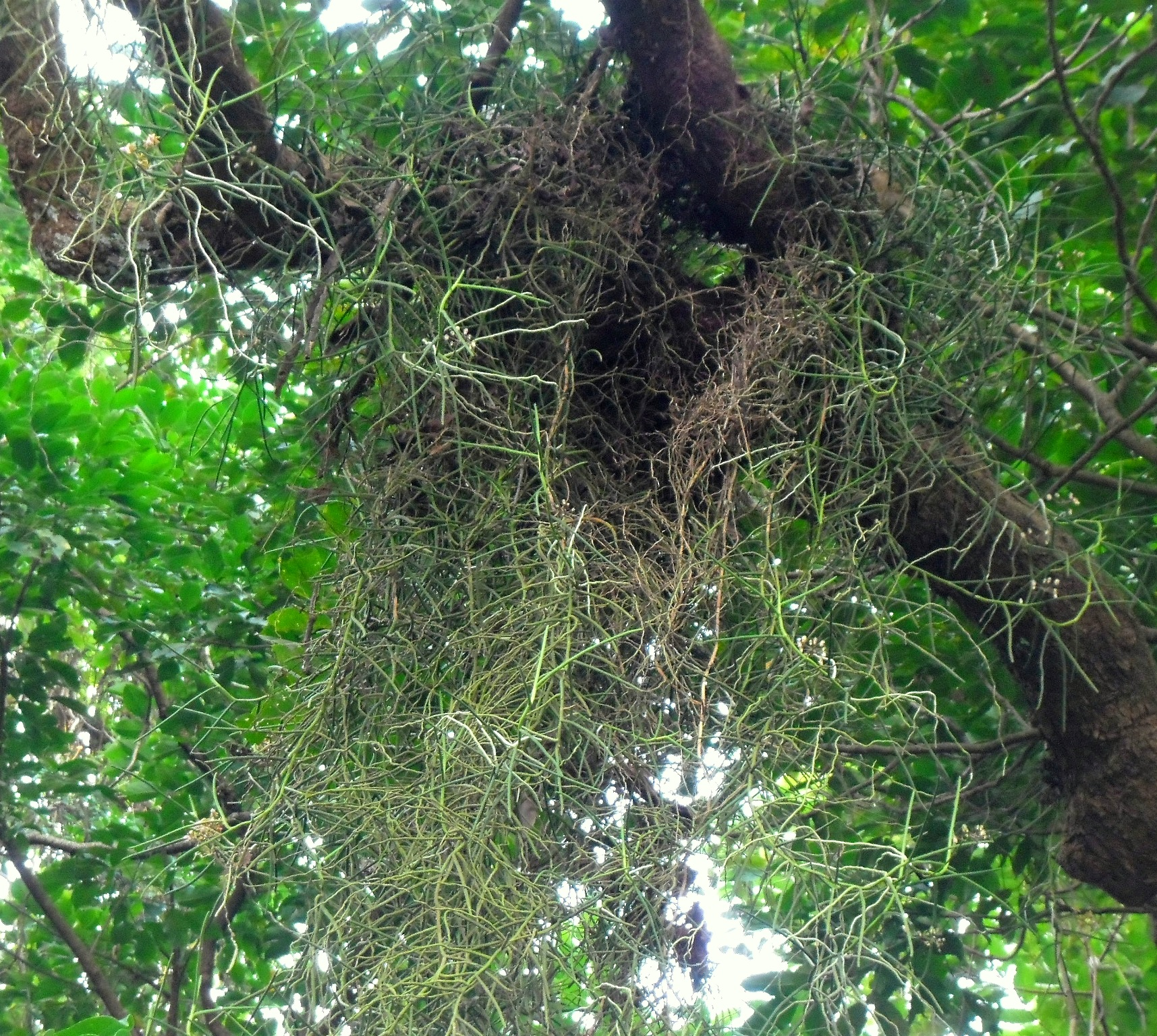
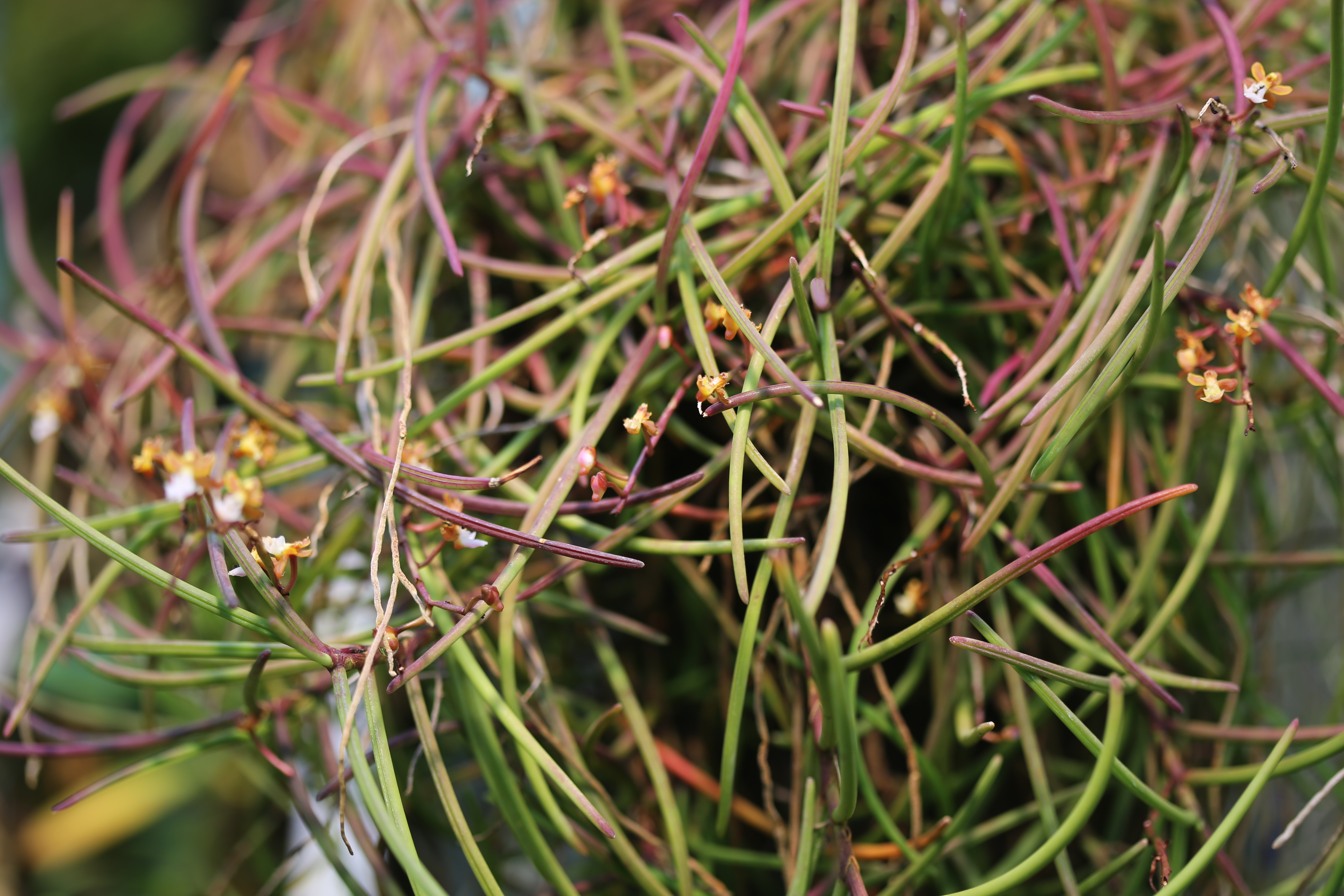
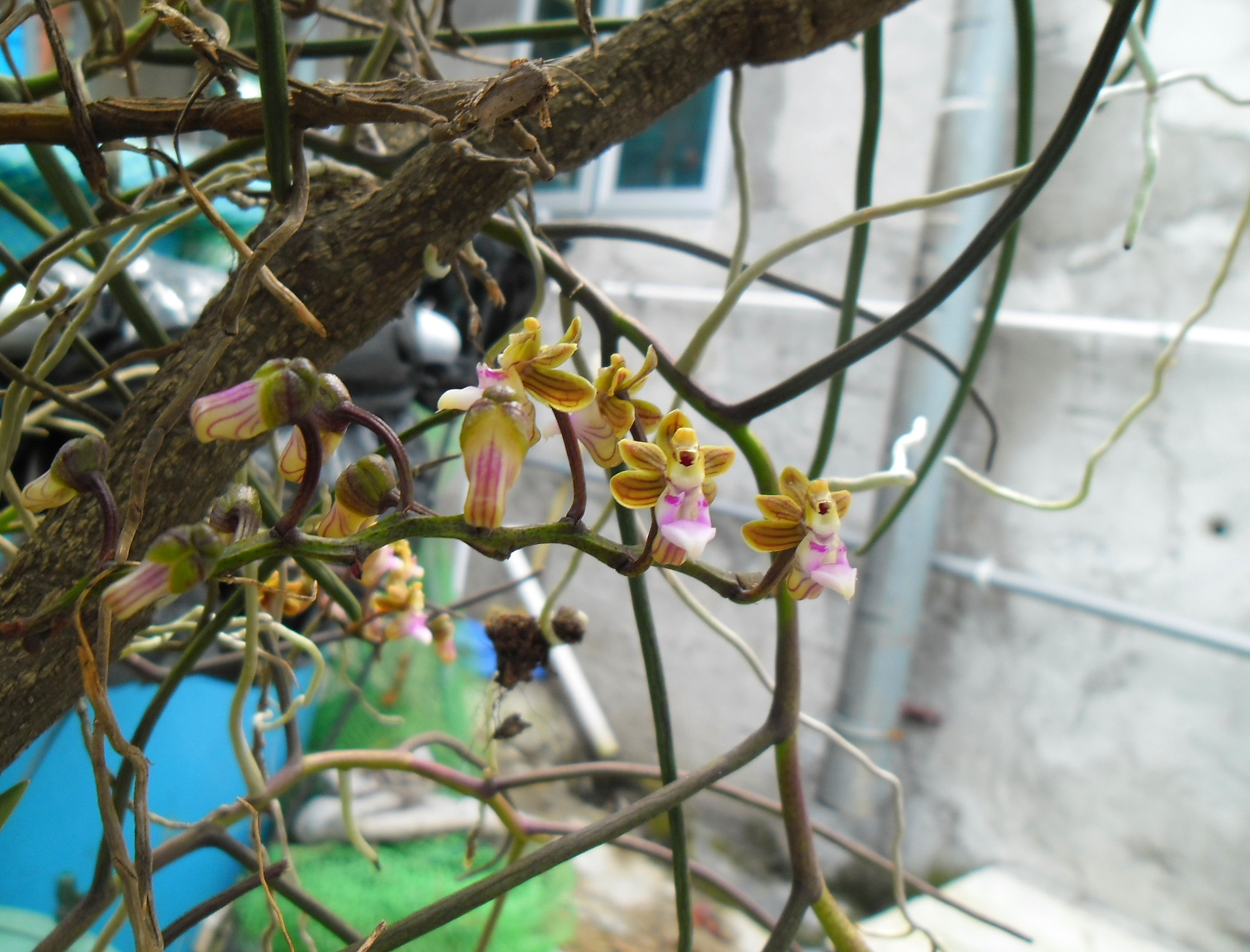
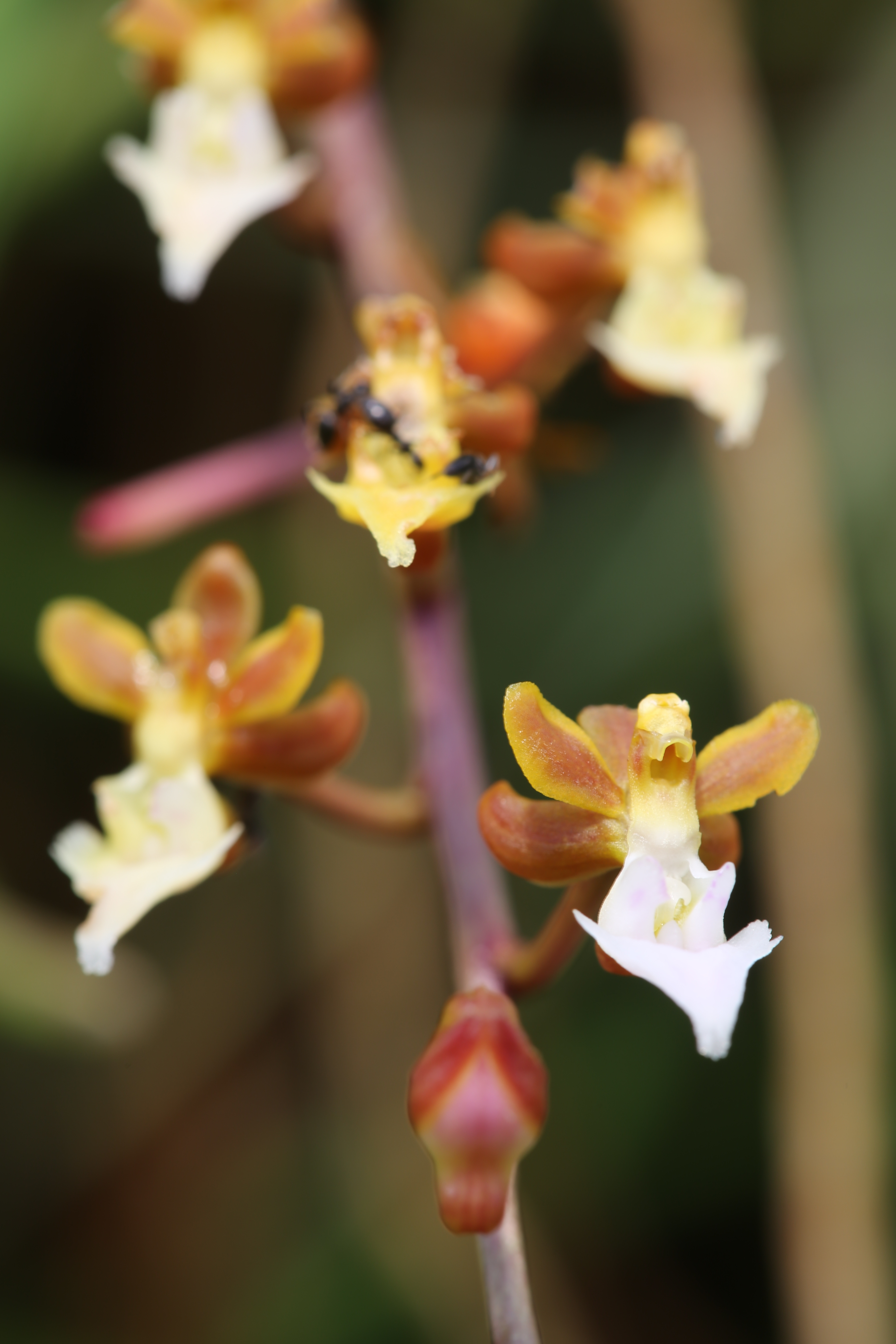
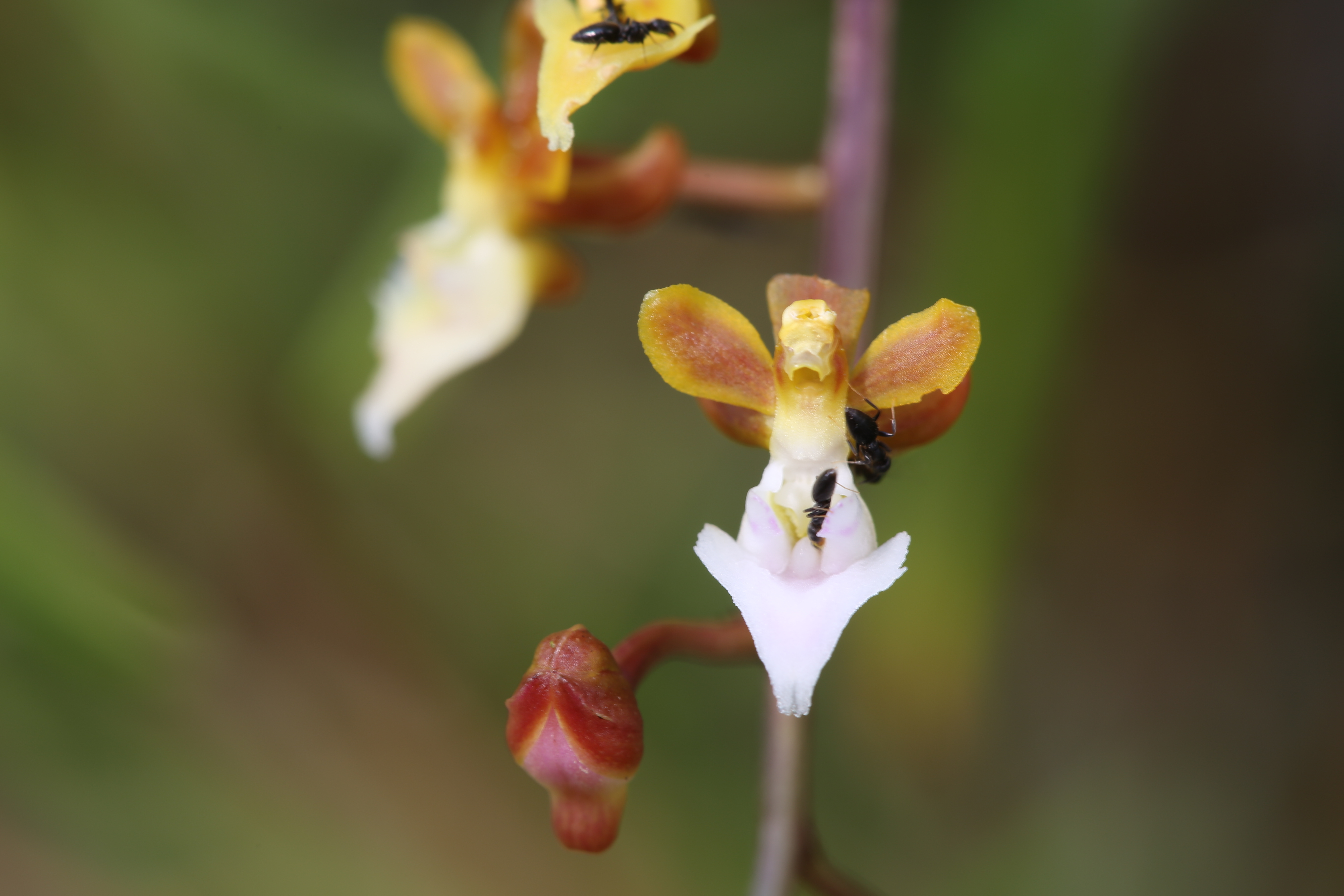
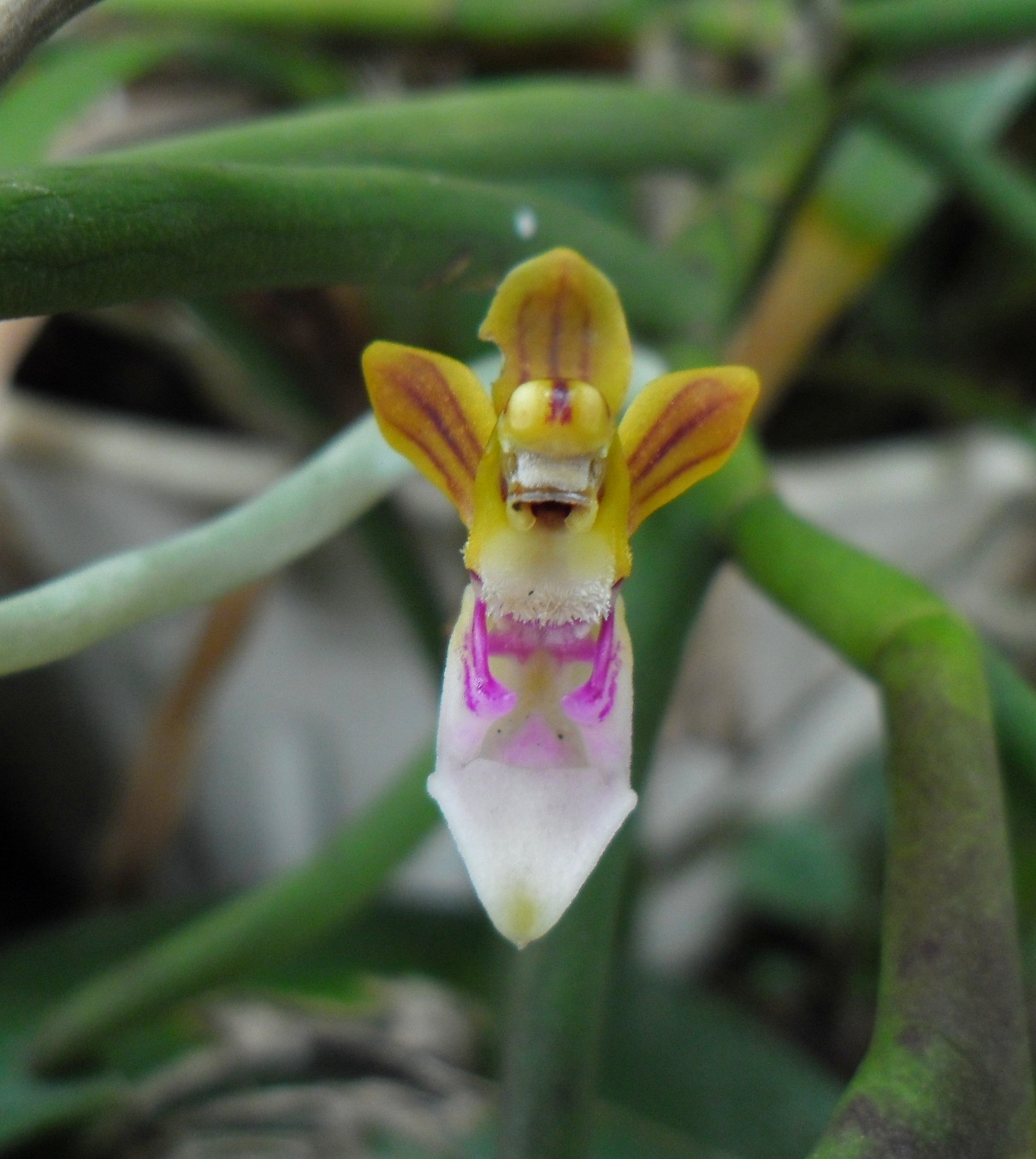